# Verbo América
Verbo América es un mural creado por el pintor chileno Roberto Matta en 1996. La obra fue donada por el artista a su país natal con el objetivo de que fuera apreciada por el mayor número de compatriotas posible. Se ubica en la estación Quinta Normal del Metro de Santiago.

## Historia
En 1994, mientras Ricardo Lagos —quien entonces era ministro de Educación— estaba en París, Roberto Matta le ofreció donar una de sus obras a Chile, con la condición que estuviera ubicada en un espacio público. Dos años más tarde, el pintor se contactó con Lagos, entonces  ministro de Obras Públicas, y le dijo que se encontraba trabajando en la obra que le había mencionado. El trabajo consistía en un mural de más de cinco toneladas, el cual fue hecho con técnica mixta sobre cerámica. Estaba compuesto por 55 placas, las cuales una vez unidas alcanzaban 10,56 metros de ancho y 4,45 de alto. La obra forma parte de una colección que el artista hizo basado en el continente americano.

Si la palabra verbo es conjugar los jugos del tiempo, el verbo América es la historia y los juegos que allí se enjuagan entre el Mediterráneo y lo que la Europa llama América [...] El verbo América es búsqueda de acontecimientos que no se cuentan en el cuento.
Roberto Matta.

El mural llegó a Santiago en 1996, y fue instalado en la Plaza de la Constitución, con motivo de la VI Cumbre Iberoamericana de Jefes de Estado y de Gobierno. Posteriormente fue trasladado al frontis del Museo Nacional de Bellas Artes. En 1997, la obra fue instalada en el Aeropuerto de Santiago, donde permaneció hasta el año 2003. La exposición del mural a la intemperie provocó daños en la obra, la cual fue sometida a un proceso de restauración. Tras esto, el Ministerio de Obras Públicas escogió la estación Quinta Normal del Metro de Santiago como el siguiente destino del mural. La instalación de la obra comenzó en febrero de 2008, y se llevó a cabo durante las noches, para no obstaculizar el funcionamiento del servicio de transporte. La instalación finalizó en marzo de aquel año.